# Ризьке архієпископство
Ри́зьке архієпи́скопство (лат. Archiepiscopatus Rigensis; нім. Erzbistum Riga) — у 1202—1561 роках римо-католицьке архієпископство і духовне князівство в Лівонії з центром в місті Рига. Виникло на базі Ікскюлльського (Лівонського) єпископства, заснованого 1186 року німецьким місіонером, святим Майнгардом Зегеберзьким. 
Після заснування Риги в 1201 році єпископом Альбертом фон Буксгевденом перетворене на Ризьке єпископство. До 1214 року підпорядковувалося Бременському архієпископству. З 1255 року отримало статус Ризького архієпископства. 
Скасоване 1561 року внаслідок секуляризації єпископських володінь під час Реформації. Очолювалося князями-єпископами та архієпископами, що призначалися римськими папами і затверджувалися імператорами Священної Римської імперії. Контролювало 7 єпископів Лівонії.

## Історія
У 1237 році, після підписання договору в Стенсбі, духовними справами у Лівонському ордені почав опікуватися Ризький єпископ, а згодом — архієпископ. Архієпископство було головним суперником Лівонського ордену в боротьбі за вплив у Лівонії, особливо гостро ця боротьба тривала в 1394–1423, 1479–1492 роках і в середині XVI століття.
Перше зіткнення відбулося в середині XIII століття, коли брати ордену захопили єпископа на лівому березі озера Буртнієкс. Положення католицтва на території Прибалтики тоді залишалося недостатньо стійким, оскільки місцеве населення в основному зберігало язичницькі вірування. Через це правителі Лівонії намагалися вирішувати суперечки переважно дипломатичним шляхом. Проте деякі конфлікти досягали небезпечного рівня ескалації. Наприклад, у 1269 році брати Ордену насмілилися взяти в полон архієпископа Альберта II Зуербера, а невеликий конфлікт навесні 1297 року між Ригою та Лівонським орденом переріс у повномасштабну війну, в якій на боці Риги виступили ризький архієпископ, а також єпископи Дерпта та Езель-Вікський.
Після перемоги Ордену в 1330 році архієпископ не втратив духовної влади над орденськими братами, але переїхав до тодішньої резиденції папи римського в Авіньйоні на півдні Франції. Боротьба між двома сторонами з перемінним успіхом тривала впродовж усього XIV століття. Архієпископам частіше вдавалося здобувати прихильність папи. У результаті Лівонський орден почав частково втрачати свої здобутки. У 1332 році папа вимагав від Ордену повернути капіту́лі всі захоплені замки та землі, і протягом трьох років ця вимога була виконана. У 1353 році папа навіть намагався встановити свою владу в Ризі, а коли Орден виступив проти цього — відлучив орденських братів від церкви.
У 1360 році папа наділив архієпископа як світською, так і духовною владою в Ризі, хоча Орден зберіг усі свої джерела доходу в місті та його околицях. При цьому самі ризькі городяни, побачивши, що архієпископ здобув перемогу завдяки дипломатії, підтримці папи і імператора Священної Римської імперії, були готові перейти на бік Ордену.
Дипломатична боротьба часом переростала у збройні конфлікти. Наприклад, у 1373 році розпочалася так звана «Війна за білі одяги». Архієпископ Зігфрід Бломберг постановив, що його духовенство повинне носити чорні плащі за зразком Августинського ордену, на відміну від братів Лівонського ордену, які мали білі плащі з чорним хрестом. Це було сприйнято як образа, й Орден розпочав воєнні дії, які завершилися його перемогою.
Лівонський орден також втручався у відносини архієпископства та Риги з Литвою, що викликало невдоволення з їхнього боку. Водночас у самій Лівонії зростало політичне значення трьох ганзейських міст: Риги, Дерпта та Ревеля. В цей час почали проводитись міські зібрання для координації політичної та економічної діяльності.
Наприкінці XIV століття Орден здобув значну дипломатичну перемогу: у 1393 році його представники підкупили папу Боніфація IX, і місце архієпископа Йоганна IV Зінтена зайняв двоюрідний брат великого магістра Тевтонського ордену Конрада Валленроде — Йоганн, який став одночасно архієпископом і членом Ордену. У 1397 році була видана папська булла, згідно з якою архієпископами могли ставати лише члени Ордену. Таким чином, політична незалежність ризького архієпископства була тимчасово ліквідована, а Орден наблизився до втілення своєї мети — створення в Лівонії єдиної держави.
Втім, ця перемога виявилася нетривалою: брати Ордену конфліктували також з дерптським єпископом, який відмовився визнати нового архієпископа, а також із васалами на півночі, які зміцнили своє становище за привілеями магістра Тевтонського ордену Юнгінгена. Відверто вороже до посилення Лівонського ордену ставилася Кальмарська унія.
Після хрещення Литви у 1386 році зменшилась фінансова та військова підтримка Ордену з боку католицьких країн Європи. На становище братів також суттєво вплинула поразка, яку 1410 року завдала польсько-литовська армія Тевтонському ордену в Грюнвальдській битві.

### Спроби консолідації
Ризький архієпископ професор богослов'я Йоганн VI Амбунді відновив боротьбу проти Лівонського ордену. Цього разу капіту́л, місто Рига, дерптський та езель-вікський єпископи залишилися осторонь. У 1420 році Йоганн VI Амбунді скликав перший лівонський ландтаг — станово-представницькі збори Лівонії. За його допомогою архієпископ прагнув обмежити вплив Ордену та консолідувати Лівонію в економічній, зовнішній та внутрішній політиці. До цього часу уряд та стани збиралися окремо: орденські брати — в рамках капітулу, міщани — на міських зборах, васали — на мантагах.
У 1452 році ризький архієпископ, колишній член Тевтонського ордену й духівник великого магістра Сильвестр Стодевешер, а також магістр Лівонського ордену Йоганн фон Менгден, побоюючись, що Рига приєднається до Пруссії, уклали Кірхгольмський договір, який закріпив над Ригою владу двох феодальних сеньйорів: архієпископа і Ордену. Втім, обидва сеньйори не були повністю задоволені умовами угоди й продовжували прагнути до одноосібного контролю над містом.
Архієпископ Стодевешер у боротьбі проти Ордену почав шукати підтримки в Швеції. Почалася війна, в ході якої орденські брати захопили архієпископа в полон, але в 1479 році зазнали поразки в Залисі від його шведських союзників. Магістр Ордену Бернхард фон дер Борг домігся того, що у 1481 році імператор Священної Римської імперії Фрідріх III передав Ризьке архієпископство під владу Ордену.
У тому ж році архієпископ і каноніки собору знову вступили до Тевтонського ордену і почали носити орденські шати. Проте проти Ордену виступила Рига, війська якої у 1484 році розбили орденську армію під Нойермюленом. Ризьке військо навіть зруйнувало орденський замок у самій Ризі.
Мир вдалося укласти лише новому архієпископу Міхаелю Хільдебранду у 1486 році, а в 1492 році архієпископ і Орден поновили дію Кірхгольмського договору.

### Політична криза
У першій половині XVI століття єпископства в Лівонії переживали глибоку політичну кризу, оскільки внаслідок Реформації влада духовно-світських правителів значно ослабла. Особливо болісним поширення лютеранства стало для архієпископа, який і без того був обмежений зростанням могутності рицарства. Його васали фактично володіли землею як приватною власністю, тому вважали владу архієпископа формальністю.
Швидким послабленням архієпископства скористався Лівонський орден, який у 1526 році відновив над ним свій контроль. Архієпископ Вільгельм Бранденбурзький у 1550-х роках спробував позбутися орденського домінування, але це призвело до так званої Першої війни коад’юторів. У 1554 році Вільгельм призначив своїм коад'ютором Христофора, єпископа рацебурзького, брата герцога Мекленбурга й родича польського короля Сигізмунда II Августа. Це свідчило про політичне зближення Ризького архієпископства з Річчю Посполитою.
Такий розвиток подій занепокоїв Лівонський орден і сусідні єпископства, оскільки духовним князівствам Лівонії почала загрожувати доля Тевтонського ордену у Пруссії, що потрапив у васальну залежність від Литви та Польщі й втратив свої землі внаслідок секуляризації. Вважаючи поляків і литвинів головною загрозою, ландмейстер Лівонського ордену Генріх фон Гален (бл. 1480–1557) розцінив ці події як спробу передачі Лівонії під польську владу і на ландтагу оголосив війну архієпископу.
Своїм коад'ютором Гален призначив Йоганна Вільгельма фон Фюрстенберга, який у 1556 році уклав союз із езель-вікським, дерптським та курляндським єпископами проти ризького архієпископа та його коад’ютора. Комтур Дінабурга Готтгард Кетлер, хоча й симпатизував польській партії, залишився на боці Ордену й був відправлений до Німеччини для найму ландскнехтів.
Військові дії почалися влітку 1556 року. Унаслідок наступу Орден захопив усю територію Ризького архієпископства, а Вільгельм і Христофор були взяті в полон. Проте на боці архієпископа виступив король Польщі Сигізмунд II Август, якого підтримало також світське рицарство на землях Ордену. Сигізмунд висунув велику армію до кордонів Лівонської конфедерації, що змусило Фюрстенберга у травні 1557 року розпочати переговори.
У вересні того ж року в литовському містечку Посволе Лівонський орден був змушений укласти з Польщею і Литвою Позвольський договір, який відновив існування архієпископства. Було визнано всі його права, а Орден зобов'язався відшкодувати збитки. Посередником при укладенні угоди виступив Готтгард Кетлер, який, перебуваючи під час переговорів у Німеччині, через своїх прихильників переконував Фюрстенберга та керівництво Ордену піти на компроміс.
Позвольський договір став однією з причин війни Московського царства проти Лівонського ордену, адже за домовленістю 1554 року Орден зобов'язався не укладати воєнних союзів із його ворогами.
Унаслідок війни Орден та всі духовні князівства припинили своє існування. Суперництво Лівонського ордену й архієпископа за лідерство, а також часті міжусобні війни ослабили вплив церкви в Лівонії, через що Лівонська конфедерація розпалася вже на початку Лівонської війни (1558–1561). У 1561 році населення Лівонії перейшло до лютеранства, а територія архієпископства разом із володіннями Ордену на північ від Двіни увійшла до складу Литви і в 1566 році була включена до Задвінського герцогства.
Кафедра ризького католицького архієпископа була відновлена у 1918 році й існує донині.

## Єпископи
Ікскюлльські (Лівонські) єпископи:
- 1186—1196: Майнгард Зегеберзький
- 1186—1196: Бертольд Шульте
- 1199—1201: Альберт фон Буксгевден (Альбрехт І)

Ризькі єпископи:
- 1201—1229: Альберт фон Буксгевден (Альбрехт І)
- 1229—1253: Ніколаус фон Науен

Ризькі архієпископи:
- 1245—1273: Альбрехт Зуербер (Альбрехт ІІ)
- 1273—1284: Йоганн Лунський
- 1284—1294: Йоганн фон Фехт
- 1294—1300: Йоганн Шверінський
- 1300—1302: Ізарнус Такконі
- 1303: Єнс Гранд
- 1304—1341: Фрідріх фон Пернштейн
- 1341—1347: Енгельберт фон Долен
- 1347—1369: Фромхольд Фюнфгаузен
- 1370—1374: Зігфрід Бломберг
- 1374—1393: Йоганн Зінтен
- 1393—1418: Йоганн фон Валленроде
- 1418—1424: Йоганн Амбунді
- 1424—1448: Геннінг Шарпенберг
- 1448—1479: Сільвестр Стодевешер
- 1480—1483: Стефан Грубе
- 1484—1509: Міхаель Гільдебранд
- 1509—1524: Яспер Лінде
- 1524—1527: Йоганн фон Бланкенфельде
- 1528—1539: Томас Шенінг
- 1539—1563: Вільгельм Гогенцоллерн